# Арал (Кара-Дарыянский айылный аймак)
Арал (кирг. Арал) — село в Сузакском районе Джалал-Абадской области Кыргызстана. Административный центр Кара-Дарыянского айылного аймака.

## География
Село расположено в юго-восточной части области, на правом берегу реки Карадарьи, вблизи государственной границы с Узбекистаном, на расстоянии приблизительно 11 километров (по прямой) к юго-западу от села Сузак, административного центра района. Абсолютная высота — 601 метр над уровнем моря.

## Население
Согласно оценочным данным Национального статистического комитета Кыргызской Республики, численность населения села на начало 2023 года составляла 6778 человек.
| год     | 2009 | 2014 | 2015 | 2020 | 2021 | 2023 |
| ------- | ---- | ---- | ---- | ---- | ---- | ---- |
| человек | 5398 | 6390 | 5345 | 6502 | 6574 | 6778 |